# The Purple Gang (película)
The Purple Gang es una película de crimen estadounidense de 1960 dirigida por Frank McDonald y protagonizada por Barry Sullivan, Robert Blake y Jody Lawrance. Retrata las actividades de la organización de contrabando de bebidas alcohólicas The Purple Gang en la década de 1920 en Detroit. 

## Argumento
Un relato ficticio de The Purple Gang mientras contrabandeaban licor en la década de 1920 en Detroit, Míchigan.

## Reparto
- Barry Sullivan como el teniente de policía William P. Harley.
- Robert Blake como William Joseph 'Honeyboy' Willard.
- Elaine Edwards como Gladys Harley.
- Marc Cavell como Henry Abel 'Hank' Smith.
- Jody Lawrance como Joan MacNamara.
- Suzanne Ridgway como Daisy.
- Joe Turkel como Eddie Olsen.
- Victor Creatore como Al Olsen.
- Paul Dubov como Thomas Allen 'Killer' Burke.
- Ray Boyle como Tom Olsen.
- Kathleen Lockhart como monja.
- Nestor Paiva como Laurence Orlofsky.
- Lou Krugman como Dr. Riordan.
- Robert Anderson como comisionado de policía.
- Mauritz Hugo como Licovetti.
- James Roosevelt como él mismo en el prólogo.

## Producción
The Purple Gang fue dirigida por Frank McDonald y producida por Lindsley Parsons bajo la compañía Lindsley Parsons Productions, Inc. La película detalla la formación de The Purple Gang («la pandilla púrpura») y sus operaciones criminales en Detroit, Míchigan. Dejó fuera que la mayoría de The Purple Gang era judía. La película comenzó con un boletín de noticias y el congresista James Roosevelt, hijo de Franklin D. Roosevelt, diciendo que «a pesar de su valor como entretenimiento, la película señala que solo con una ciudadanía despierta se puede combatir el crimen con éxito». La introducción de Roosevelt va seguida de una declaración que explica la trama de la película. Las imágenes de noticieros de los años 30 se entremezclan a lo largo de la película. El Los Angeles Evening Citizen News dijo que la narración de la película «añade un convincente sabor documental a la película». La narración fue proporcionada por Barry Sullivan como su personaje Bill Harley.

## Estreno
La película fue estrenada el 5 de enero de 1960 por Allied Artists. Fue lanzada en VHS en 1992 y en DVD en 2011 a través de Warner Archive Collection.

## Recepción
Glenn Erickson de DVD Talk dijo: «El gancho obvio con los hechos reales de The Purple Gang es el ángulo adolescente: en 1959, las pantallas de cine estaban inundadas de imágenes de delincuencia juvenil. Pero el guion escrito contiene clichés de gángsters, no angustia adolescente». Dave Kehr de The New York Times escribió: «Producida por Allied Artists, [estudio] independiente con problemas de liquidez, la película emplea un escenario de época mínimamente renderizado para cubrir una admiración más o menos franca (al menos, hasta el último carrete) de la juventud en rebelión: adolescentes con metralletas».